# Crowdie
El Crowdie és un formatge cremós escocès.
És menja sovint amb oatcakes o abans de les Céilidh perquè es creu que pot atenuar els efectes del whisky. La seva textura és suau i trencadissa i té un gust lleugerament amarg. És baix en greix, com el mató, ja que està fet amb llet descremada.